# Eva Brittebo
Karin Eva-Britt ”Eva” Brandt Brittebo, född den 8 november 1951 i Gislaveds församling, är en svensk toxikolog. År 2000 blev Brittebo professor i farmaceutisk toxikologi vid Institutionen för farmaceutisk biovetenskap på farmaceutiska fakulteten vid Uppsala universitet.